# Canadá en la Copa América 2024
La selección de Canadá fue uno de los 16 equipos participantes en la Copa América 2024, torneo continental que se llevó a cabo entre el 20 de junio hasta el 14 de julio en los Estados Unidos. Fue la primera participación de Canadá en el torneo.
Formó parte del Grupo A, junto a Argentina, Perú y Chile. En los cuartos de final derrotó a Venezuela en la tanda de penales, en las semifinales perdió 0-2 ante Argentina y culminó su participación en el cuarto lugar del torneo tras perder en la tanda de penales con Uruguay en la definición del tercer puesto.

## Clasificación
La selección de Canadá inició su camino a la Copa América desde la segunda ronda de la Liga A de la Liga de Naciones de la Concacaf. Por ser uno de los cuatro mejores ubicados en el ranking de Concacaf del mes de marzo de 2023, Canadá avanzó directamente a los cuartos de final. La fase de grupos se disputó entre septiembre y octubre de 2023, los encuentros de cuartos de final se jugaron en noviembre de 2023 a partidos de ida y vuelta, tras resultar perdedor de la llave ante Jamaica por la regla del gol de visitante avanzó al repechaje contra Trinidad y Tobago, se jugó a partido único el 23 de marzo de 2024 en el estadio Toyota en Frisco, Estados Unidos, en dicho encuentro derrotó a los Soca Warriors por 2-0 y clasificó a la Copa América 2024.

### Partidos
| Fecha                   | Lugar    | Jornada                   | Local   | Resultado | Visitante         |
| ----------------------- | -------- | ------------------------- | ------- | --------- | ----------------- |
| 18 de noviembre de 2023 | Kingston | Cuartos de final - Ida    | Jamaica | 1:2 (0:1) | Canadá            |
| 21 de noviembre de 2023 | Toronto  | Cuartos de final - Vuelta | Canadá  | 2:3 (1:0) | Jamaica           |
| 23 de marzo de 2024     | Frisco   | Copa América - Play-in 1  | Canadá  | 2:0 (0:0) | Trinidad y Tobago |

## Preparación

### Amistosos previos
| 13 de octubre de 2023 | Japón                                               | 4:1 (3:0) | Canadá      | Estadio Denka Big Swan, Niigata |                       |
| 19:35 (UTC+9)         | - Tanaka 2', 49' - Davies 39' (a.g.) - Nakamura 42' | Reporte   | Hoilett 89' | Árbitro(s): Álex King           | Árbitro(s): Álex King |

| Uniformes | Uniformes |
| --------- | --------- |
|           |           |

| 6 de junio de 2024 | Países Bajos                                                | 4:0 (0:0) | Canadá | Stadion Feijenoord, Róterdam |                         |
| 20:45 (UTC+2)      | - Depay 50' - Frimpong 57' - Weghorst 63' - V. van Dijk 83' | Reporte   |        | Árbitro(s): Rohit Saggi      | Árbitro(s): Rohit Saggi |

| Uniformes | Uniformes |
| --------- | --------- |
|           |           |

| 9 de junio de 2024 | Francia | 0:0     | Canadá | Estadio Matmut Atlantique, Burdeos |                             |
| 21:15 (UTC+2)      |         | Reporte |        | Árbitro(s): Fábio Veríssimo        | Árbitro(s): Fábio Veríssimo |

| Uniformes | Uniformes |
| --------- | --------- |
|           |           |

## Plantel

### Lista de convocados
Entrenador:  Jesse Marsch
| No. | Pos. | Jugador            | Fecha de nacimiento (edad)         | Apa. | Goles | Club                         |
| --- | ---- | ------------------ | ---------------------------------- | ---- | ----- | ---------------------------- |
| 1   | POR  | Dayne St. Clair    | 9 de mayo de 1997 (27 años)        | 5    | 0     | Minnesota United F. C.       |
| 2   | DEF  | Alistair Johnston  | 8 de octubre de 1998 (25 años)     | 42   | 1     | Celtic F. C.                 |
| 3   | DEF  | Luc de Fougerolles | 12 de octubre de 2005 (18 años)    | 1    | 0     | Fulham F. C.                 |
| 4   | DEF  | Kamal Miller       | 16 de mayo de 1997 (27 años)       | 43   | 0     | Portland Timbers             |
| 5   | DEL  | Joel Waterman      | 24 de enero de 1996 (28 años)      | 3    | 0     | C. F. Montréal               |
| 6   | MED  | Samuel Piette      | 12 de noviembre de 1994 (29 años)  | 69   | 0     | C. F. Montréal               |
| 7   | MED  | Stephen Eustáquio  | 21 de diciembre de 1996 (27 años)  | 37   | 4     | F. C. Porto                  |
| 8   | MED  | Ismaël Koné        | 6 de junio de 2002 (22 años)       | 19   | 2     | Watford F. C.                |
| 9   | DEL  | Cyle Larin         | 17 de abril de 1995 (29 años)      | 68   | 29    | R. C. D. Mallorca            |
| 10  | DEL  | Jonathan David     | 14 de enero de 2000 (24 años)      | 48   | 26    | Lille O. S. C.               |
| 11  | DEL  | Theo Bair          | 27 de agosto de 1999 (24 años)     | 2    | 1     | Motherwell F. C.             |
| 12  | DEL  | Jacen Russell-Rowe | 13 de septiembre de 2002 (21 años) | 5    | 0     | Columbus Crew S. C.          |
| 13  | DEF  | Derek Cornelius    | 25 de noviembre de 1997 (26 años)  | 21   | 0     | Malmö F. F.                  |
| 14  | DEL  | Jacob Shaffelburg  | 26 de noviembre de 1999 (24 años)  | 10   | 2     | Nashville S. C.              |
| 15  | DEF  | Moïse Bombito      | 30 de marzo de 2000 (24 años)      | 2    | 0     | Colorado Rapids              |
| 16  | POR  | Maxime Crépeau     | 11 de mayo de 1994 (30 años)       | 17   | 0     | Portland Timbers             |
| 17  | DEL  | Tajon Buchanan     | 8 de febrero de 1999 (25 años)     | 38   | 4     | Inter de Milán               |
| 18  | POR  | Tom McGill         | 25 de marzo de 2000 (24 años)      | 0    | 0     | Brighton & Hove Albion F. C. |
| 19  | DEF  | Alphonso Davies    | 2 de noviembre de 2000 (23 años)   | 47   | 15    | F. C. Bayern Múnich          |
| 20  | MED  | Ali Ahmed          | 10 de octubre de 2000 (23 años)    | 4    | 0     | Vancouver Whitecaps F. C.    |
| 21  | MED  | Jonathan Osorio    | 12 de junio de 1992 (32 años)      | 72   | 9     | Toronto F. C.                |
| 22  | DEF  | Richie Laryea      | 7 de enero de 1995 (29 años)       | 49   | 1     | Toronto F. C.                |
| 23  | DEL  | Liam Millar        | 27 de septiembre de 1999 (24 años) | 26   | 1     | Preston North End F. C.      |
| 24  | MED  | Mathieu Choinière  | 7 de febrero de 1999 (25 años)     | 3    | 0     | C. F. Montréal               |
| 25  | DEL  | Tani Oluwaseyi     | 15 de mayo de 2000 (24 años)       | 1    | 0     | Minnesota United F. C.       |
| 26  | DEF  | Kyle Hiebert       | 30 de julio de 1997 (26 años)      | 2    | 0     | St. Louis City S. C.         |

## Participación
- Los horarios son correspondientes al huso horario de cada sede.

### Partidos
| Fecha       | Ciudad               | Instancia                    |           |                      | Resultado          |                    |         |
| ----------- | -------------------- | ---------------------------- | --------- | -------------------- | ------------------ | ------------------ | ------- |
| 20 de junio | Atlanta              | Fase de grupos               | Argentina | Bandera de Argentina | 2:0 (0:0)          | Bandera de Canadá  | Canadá  |
| 25 de junio | Kansas City (Kansas) | Fase de grupos               | Perú      | Bandera de Perú      | 0:1 (0:0)          | Bandera de Canadá  | Canadá  |
| 29 de junio | Orlando              | Fase de grupos               | Canadá    | Bandera de Canadá    | 0:0                | Bandera de Chile   | Chile   |
| 5 de julio  | Arlington            | Cuartos de final             | Venezuela | Bandera de Venezuela | 1:1 (0:1) (3:4 p.) | Bandera de Canadá  | Canadá  |
| 9 de julio  | East Rutherford      | Semifinales                  | Argentina | Bandera de Argentina | 2:0 (1:0)          | Bandera de Canadá  | Canadá  |
| 13 de julio | Charlotte            | Definición del tercer puesto | Canadá    | Bandera de Canadá    | 2:2 (1:1) (3:4 p.) | Bandera de Uruguay | Uruguay |

### Fase de grupos - Grupo A

#### Posiciones
| Selección | Pts | PJ | PG | PE | PP | GF | GC | Dif |
| --------- | --- | -- | -- | -- | -- | -- | -- | --- |
| Argentina | 9   | 3  | 3  | 0  | 0  | 5  | 0  | +5  |
| Canadá    | 4   | 3  | 1  | 1  | 1  | 1  | 2  | –1  |
| Chile     | 2   | 3  | 0  | 2  | 1  | 0  | 1  | –1  |
| Perú      | 1   | 3  | 0  | 1  | 2  | 0  | 3  | –3  |

|  | Clasificados a los cuartos de final. |

#### Argentina vs. Canadá
| Jornada 1; 20 de junio | Argentina                        | 2:0 (0:0) | Canadá | Mercedes-Benz Stadium, Atlanta                                                    |                                                                                   |
| 20:00 (UTC-4)          | - Álvarez 49' - La. Martínez 88' | Reporte   |        | Asistencia: 70 564 espectadores Árbitro(s): Jesús Valenzuela VAR: Leodán González | Asistencia: 70 564 espectadores Árbitro(s): Jesús Valenzuela VAR: Leodán González |

| 23         | Guardameta     | Emiliano Martínez   |     |
| 8          | Defensa        | Marcos Acuña        | 89' |
| 13         | Defensa        | Cristian Romero     |     |
| 25         | Defensa        | Lisandro Martínez   |     |
| 26         | Defensa        | Nahuel Molina       | 89' |
| 20         | Centrocampista | Alexis Mac Allister |     |
| 5          | Centrocampista | Leandro Paredes     | 77' |
| 7          | Centrocampista | Rodrigo de Paul     |     |
| 11         | Centrocampista | Ángel Di María      | 68' |
| 9          | Delantero      | Julián Álvarez      | 76' |
| 10         | Delantero      | Lionel Messi        |     |
| Entrenador | Entrenador     | Lionel Scaloni      |     |

| 16         | Guardameta     | Maxime Crépeau    |     |
| 2          | Defensa        | Alistair Johnston |     |
| 15         | Defensa        | Moïse Bombito     |     |
| 13         | Defensa        | Derek Cornelius   |     |
| 19         | Defensa        | Alphonso Davies   |     |
| 17         | Centrocampista | Tajon Buchanan    | 59' |
| 8          | Centrocampista | Ismaël Koné       | 85' |
| 7          | Centrocampista | Stephen Eustáquio |     |
| 23         | Centrocampista | Liam Millar       | 85' |
| 10         | Delantero      | Jonathan David    |     |
| 9          | Delantero      | Cyle Larin        | 80' |
| Entrenador | Entrenador     | Jesse Marsch      |     |

| 16 | Centrocampista | Giovani Lo Celso   | 68' |
| 22 | Delantero      | Lautaro Martínez   | 76' |
| 19 | Defensa        | Nicolás Otamendi   | 77' |
| 3  | Defensa        | Nicolás Tagliafico | 89' |
| 4  | Defensa        | Gonzalo Montiel    | 89' |

| 14 | Delantero      | Jacob Shaffelburg  | 59' |
| 22 | Defensa        | Richie Laryea      | 80' |
| 21 | Centrocampista | Jonathan Osorio    | 85' |
| 12 | Delantero      | Jacen Russell-Rowe | 85' |

| Anotado | 49' | Julián Álvarez   | 1–0 |
| Anotado | 88' | Lautaro Martínez | 2–0 |

| Amonestado | 61'   | Rodrigo de Paul  |
| Amonestado | 90+1' | Giovani Lo Celso |

| Amonestado | 81'   | Ismaël Koné     |
| Amonestado | 90+4' | Derek Cornelius |

| Árbitro             | Jesús Valenzuela    |
| Árbitros asistentes | Jorge Urrego        |
| Árbitros asistentes | Lubín Torrealba     |
| Cuarto árbitro      | Iván Barton         |
| Quinto árbitro      | David Morán         |
| VAR                 | Leodán González     |
| Adicional VAR       | Richard Trinidad    |
| Asesor de árbitros  | Manuel Bernal       |
| Quality Mánager     | Emerson de Carvalho |

| 23         | Guardameta     | Emiliano Martínez   |     |
| 8          | Defensa        | Marcos Acuña        | 89' |
| 13         | Defensa        | Cristian Romero     |     |
| 25         | Defensa        | Lisandro Martínez   |     |
| 26         | Defensa        | Nahuel Molina       | 89' |
| 20         | Centrocampista | Alexis Mac Allister |     |
| 5          | Centrocampista | Leandro Paredes     | 77' |
| 7          | Centrocampista | Rodrigo de Paul     |     |
| 11         | Centrocampista | Ángel Di María      | 68' |
| 9          | Delantero      | Julián Álvarez      | 76' |
| 10         | Delantero      | Lionel Messi        |     |
| Entrenador | Entrenador     | Lionel Scaloni      |     |

| 16         | Guardameta     | Maxime Crépeau    |     |
| 2          | Defensa        | Alistair Johnston |     |
| 15         | Defensa        | Moïse Bombito     |     |
| 13         | Defensa        | Derek Cornelius   |     |
| 19         | Defensa        | Alphonso Davies   |     |
| 17         | Centrocampista | Tajon Buchanan    | 59' |
| 8          | Centrocampista | Ismaël Koné       | 85' |
| 7          | Centrocampista | Stephen Eustáquio |     |
| 23         | Centrocampista | Liam Millar       | 85' |
| 10         | Delantero      | Jonathan David    |     |
| 9          | Delantero      | Cyle Larin        | 80' |
| Entrenador | Entrenador     | Jesse Marsch      |     |

| 16 | Centrocampista | Giovani Lo Celso   | 68' |
| 22 | Delantero      | Lautaro Martínez   | 76' |
| 19 | Defensa        | Nicolás Otamendi   | 77' |
| 3  | Defensa        | Nicolás Tagliafico | 89' |
| 4  | Defensa        | Gonzalo Montiel    | 89' |

| 14 | Delantero      | Jacob Shaffelburg  | 59' |
| 22 | Defensa        | Richie Laryea      | 80' |
| 21 | Centrocampista | Jonathan Osorio    | 85' |
| 12 | Delantero      | Jacen Russell-Rowe | 85' |

| Anotado | 49' | Julián Álvarez   | 1–0 |
| Anotado | 88' | Lautaro Martínez | 2–0 |

| Amonestado | 61'   | Rodrigo de Paul  |
| Amonestado | 90+1' | Giovani Lo Celso |

| Amonestado | 81'   | Ismaël Koné     |
| Amonestado | 90+4' | Derek Cornelius |

| Árbitro             | Jesús Valenzuela    |
| Árbitros asistentes | Jorge Urrego        |
| Árbitros asistentes | Lubín Torrealba     |
| Cuarto árbitro      | Iván Barton         |
| Quinto árbitro      | David Morán         |
| VAR                 | Leodán González     |
| Adicional VAR       | Richard Trinidad    |
| Asesor de árbitros  | Manuel Bernal       |
| Quality Mánager     | Emerson de Carvalho |

| Estadísticas      | Bandera de Argentina | Bandera de Canadá |
| Tiros             | 19                   | 10                |
| Tiros a puerta    | 9                    | 2                 |
| Faltas            | 15                   | 9                 |
| Saques de esquina | 7                    | 4                 |
| Penaltis          | 0                    | 0                 |
| Fueras de juego   | 1                    | 1                 |
| Posesión de balón | 65%                  | 35%               |

#### Perú vs. Canadá
| Jornada 2; 25 de junio | Perú | 0:1 (0:0) | Canadá    | Children's Mercy Park, Kansas City (Kansas)                              |                                                                          |
| 17:00 (UTC-5)          |      | Reporte   | David 74' | Asistencia: 15 625 espectadores Árbitro(s): Mario Escobar VAR: Juan Soto | Asistencia: 15 625 espectadores Árbitro(s): Mario Escobar VAR: Juan Soto |

| 1          | Guardameta     | Pedro Gallese     |     |
| 15         | Defensa        | Miguel Araujo     |     |
| 5          | Defensa        | Carlos Zambrano   | 79' |
| 22         | Defensa        | Alexander Callens |     |
| 7          | Centrocampista | Andy Polo         |     |
| 8          | Centrocampista | Sergio Peña       | 79' |
| 16         | Centrocampista | Wilder Cartagena  |     |
| 23         | Centrocampista | Piero Quispe      | 62' |
| 6          | Centrocampista | Marcos López      |     |
| 14         | Delantero      | Gianluca Lapadula | 70' |
| 20         | Delantero      | Edison Flores     | 62' |
| Entrenador | Entrenador     | Jorge Fossati     |     |

| 16         | Guardameta     | Maxime Crépeau    |     |
| 2          | Defensa        | Alistair Johnston |     |
| 15         | Defensa        | Moïse Bombito     |     |
| 13         | Defensa        | Derek Cornelius   | 46' |
| 22         | Defensa        | Richie Laryea     | 66' |
| 8          | Centrocampista | Ismaël Koné       | 46' |
| 7          | Centrocampista | Stephen Eustáquio |     |
| 23         | Centrocampista | Liam Millar       | 46' |
| 10         | Centrocampista | Jonathan David    |     |
| 19         | Centrocampista | Alphonso Davies   |     |
| 9          | Delantero      | Cyle Larin        | 82' |
| Entrenador | Entrenador     | Jesse Marsch      |     |

| 4  | Defensa        | Anderson Santamaría | 62' |
| 11 | Delantero      | Bryan Reyna         | 62' |
| 9  | Delantero      | Paolo Guerrero      | 70' |
| 10 | Centrocampista | Christian Cueva     | 79' |
| 18 | Delantero      | André Carrillo      | 79' |

| 4  | Defensa        | Kamal Miller      | 46' |
| 21 | Centrocampista | Jonathan Osorio   | 46' |
| 14 | Delantero      | Jacob Shaffelburg | 46' |
| 17 | Delantero      | Tajon Buchanan    | 66' |
| 25 | Delantero      | Tani Oluwaseyi    | 82' |

| Anotado | 74' | Jonathan David | 0–1 |

| Amonestado | 20' | Richie Laryea |

| Expulsado | 59' | Miguel Araujo |

| Árbitro             | Mario Escobar    |
| Árbitros asistentes | Luis Ventura     |
| Árbitros asistentes | Humberto Panjoj  |
| Cuarto árbitro      | Augusto Aragón   |
| Quinto árbitro      | Ricardo Baren    |
| VAR                 | Juan Soto        |
| Adicional VAR       | Gery Vargas      |
| Asesor de árbitros  | Regildenia Moura |
| Quality Mánager     | Gregory Barkey   |

| 1          | Guardameta     | Pedro Gallese     |     |
| 15         | Defensa        | Miguel Araujo     |     |
| 5          | Defensa        | Carlos Zambrano   | 79' |
| 22         | Defensa        | Alexander Callens |     |
| 7          | Centrocampista | Andy Polo         |     |
| 8          | Centrocampista | Sergio Peña       | 79' |
| 16         | Centrocampista | Wilder Cartagena  |     |
| 23         | Centrocampista | Piero Quispe      | 62' |
| 6          | Centrocampista | Marcos López      |     |
| 14         | Delantero      | Gianluca Lapadula | 70' |
| 20         | Delantero      | Edison Flores     | 62' |
| Entrenador | Entrenador     | Jorge Fossati     |     |

| 16         | Guardameta     | Maxime Crépeau    |     |
| 2          | Defensa        | Alistair Johnston |     |
| 15         | Defensa        | Moïse Bombito     |     |
| 13         | Defensa        | Derek Cornelius   | 46' |
| 22         | Defensa        | Richie Laryea     | 66' |
| 8          | Centrocampista | Ismaël Koné       | 46' |
| 7          | Centrocampista | Stephen Eustáquio |     |
| 23         | Centrocampista | Liam Millar       | 46' |
| 10         | Centrocampista | Jonathan David    |     |
| 19         | Centrocampista | Alphonso Davies   |     |
| 9          | Delantero      | Cyle Larin        | 82' |
| Entrenador | Entrenador     | Jesse Marsch      |     |

| 4  | Defensa        | Anderson Santamaría | 62' |
| 11 | Delantero      | Bryan Reyna         | 62' |
| 9  | Delantero      | Paolo Guerrero      | 70' |
| 10 | Centrocampista | Christian Cueva     | 79' |
| 18 | Delantero      | André Carrillo      | 79' |

| 4  | Defensa        | Kamal Miller      | 46' |
| 21 | Centrocampista | Jonathan Osorio   | 46' |
| 14 | Delantero      | Jacob Shaffelburg | 46' |
| 17 | Delantero      | Tajon Buchanan    | 66' |
| 25 | Delantero      | Tani Oluwaseyi    | 82' |

| Anotado | 74' | Jonathan David | 0–1 |

| Amonestado | 20' | Richie Laryea |

| Expulsado | 59' | Miguel Araujo |

| Árbitro             | Mario Escobar    |
| Árbitros asistentes | Luis Ventura     |
| Árbitros asistentes | Humberto Panjoj  |
| Cuarto árbitro      | Augusto Aragón   |
| Quinto árbitro      | Ricardo Baren    |
| VAR                 | Juan Soto        |
| Adicional VAR       | Gery Vargas      |
| Asesor de árbitros  | Regildenia Moura |
| Quality Mánager     | Gregory Barkey   |

| Estadísticas      | Bandera de Perú | Bandera de Canadá |
| Tiros             | 9               | 5                 |
| Tiros a puerta    | 4               | 2                 |
| Faltas            | 17              | 14                |
| Saques de esquina | 2               | 1                 |
| Penaltis          | 0               | 0                 |
| Fueras de juego   | 3               | 1                 |
| Posesión de balón | 49%             | 51%               |

#### Canadá vs. Chile
| Jornada 3; 29 de junio | Canadá | 0:0     | Chile | Exploria Stadium, Orlando                                                         |                                                                                   |
| 20:00 (UTC-4)          |        | Reporte |       | Asistencia: 24 481 espectadores Árbitro(s): Wilmar Roldán VAR: Armando Villarreal | Asistencia: 24 481 espectadores Árbitro(s): Wilmar Roldán VAR: Armando Villarreal |

| 16         | Guardameta     | Maxime Crépeau    |       |
| 2          | Defensa        | Alistair Johnston |       |
| 15         | Defensa        | Moïse Bombito     |       |
| 13         | Defensa        | Derek Cornelius   |       |
| 19         | Defensa        | Alphonso Davies   |       |
| 21         | Centrocampista | Jonathan Osorio   |       |
| 7          | Centrocampista | Stephen Eustáquio |       |
| 22         | Centrocampista | Richie Laryea     | 76'   |
| 10         | Centrocampista | Jonathan David    | 90+5' |
| 14         | Centrocampista | Jacob Shaffelburg | 65'   |
| 9          | Delantero      | Cyle Larin        | 76'   |
| Entrenador | Entrenador     | Jesse Marsch      |       |

| 12         | Guardameta     | Gabriel Arias      |     |
| 4          | Defensa        | Mauricio Isla      |     |
| 16         | Defensa        | Igor Lichnovsky    |     |
| 3          | Defensa        | Guillermo Maripán  |     |
| 2          | Defensa        | Gabriel Suazo      |     |
| 7          | Centrocampista | Marcelino Núñez    | 46' |
| 18         | Centrocampista | Rodrigo Echeverría | 82' |
| 8          | Centrocampista | Darío Osorio       | 30' |
| 10         | Centrocampista | Alexis Sánchez     |     |
| 9          | Centrocampista | Víctor Dávila      | 77' |
| 11         | Delantero      | Eduardo Vargas     | 46' |
| Entrenador | Entrenador     | Ricardo Gareca     |     |

| 23 | Delantero | Liam Millar    | 65'   |
| 17 | Delantero | Tajon Buchanan | 76'   |
| 25 | Delantero | Tani Oluwaseyi | 76'   |
| 4  | Defensa   | Kamal Miller   | 90+5' |

| 6  | Defensa        | Thomas Galdames | 30' |
| 13 | Centrocampista | Erick Pulgar    | 46' |
| 19 | Delantero      | Marcos Bolados  | 46' |
| 22 | Delantero      | Ben Brereton    | 77' |
| 24 | Centrocampista | César Pérez     | 82' |

| Amonestado | 7'  | Moïse Bombito     |
| Amonestado | 42' | Alphonso Davies   |
| Amonestado | 57' | Alistair Johnston |
| Amonestado | 66' | Liam Millar       |

| Amonestado | 12' | Gabriel Suazo |

| Otorgado · Expulsado | 27' | Gabriel Suazo |

| Árbitro             | Wilmar Roldán       |
| Árbitros asistentes | Alexander Guzmán    |
| Árbitros asistentes | Jhon León           |
| Cuarto árbitro      | Jhon Ospina         |
| Quinto árbitro      | Corey Parker        |
| VAR                 | Armando Villarreal  |
| Adicional VAR       | Yadir Acuña         |
| Asesor de árbitros  | Olga Miranda        |
| Quality Mánager     | Emerson de Carvalho |

| 16         | Guardameta     | Maxime Crépeau    |       |
| 2          | Defensa        | Alistair Johnston |       |
| 15         | Defensa        | Moïse Bombito     |       |
| 13         | Defensa        | Derek Cornelius   |       |
| 19         | Defensa        | Alphonso Davies   |       |
| 21         | Centrocampista | Jonathan Osorio   |       |
| 7          | Centrocampista | Stephen Eustáquio |       |
| 22         | Centrocampista | Richie Laryea     | 76'   |
| 10         | Centrocampista | Jonathan David    | 90+5' |
| 14         | Centrocampista | Jacob Shaffelburg | 65'   |
| 9          | Delantero      | Cyle Larin        | 76'   |
| Entrenador | Entrenador     | Jesse Marsch      |       |

| 12         | Guardameta     | Gabriel Arias      |     |
| 4          | Defensa        | Mauricio Isla      |     |
| 16         | Defensa        | Igor Lichnovsky    |     |
| 3          | Defensa        | Guillermo Maripán  |     |
| 2          | Defensa        | Gabriel Suazo      |     |
| 7          | Centrocampista | Marcelino Núñez    | 46' |
| 18         | Centrocampista | Rodrigo Echeverría | 82' |
| 8          | Centrocampista | Darío Osorio       | 30' |
| 10         | Centrocampista | Alexis Sánchez     |     |
| 9          | Centrocampista | Víctor Dávila      | 77' |
| 11         | Delantero      | Eduardo Vargas     | 46' |
| Entrenador | Entrenador     | Ricardo Gareca     |     |

| 23 | Delantero | Liam Millar    | 65'   |
| 17 | Delantero | Tajon Buchanan | 76'   |
| 25 | Delantero | Tani Oluwaseyi | 76'   |
| 4  | Defensa   | Kamal Miller   | 90+5' |

| 6  | Defensa        | Thomas Galdames | 30' |
| 13 | Centrocampista | Erick Pulgar    | 46' |
| 19 | Delantero      | Marcos Bolados  | 46' |
| 22 | Delantero      | Ben Brereton    | 77' |
| 24 | Centrocampista | César Pérez     | 82' |

| Amonestado | 7'  | Moïse Bombito     |
| Amonestado | 42' | Alphonso Davies   |
| Amonestado | 57' | Alistair Johnston |
| Amonestado | 66' | Liam Millar       |

| Amonestado | 12' | Gabriel Suazo |

| Otorgado · Expulsado | 27' | Gabriel Suazo |

| Árbitro             | Wilmar Roldán       |
| Árbitros asistentes | Alexander Guzmán    |
| Árbitros asistentes | Jhon León           |
| Cuarto árbitro      | Jhon Ospina         |
| Quinto árbitro      | Corey Parker        |
| VAR                 | Armando Villarreal  |
| Adicional VAR       | Yadir Acuña         |
| Asesor de árbitros  | Olga Miranda        |
| Quality Mánager     | Emerson de Carvalho |

| Estadísticas      | Bandera de Canadá | Bandera de Chile |
| Tiros             | 9                 | 8                |
| Tiros a puerta    | 3                 | 4                |
| Faltas            | 15                | 8                |
| Saques de esquina | 8                 | 4                |
| Penaltis          | 0                 | 0                |
| Fueras de juego   | 2                 | 1                |
| Posesión de balón | 57%               | 43%              |

### Cuartos de final

#### Venezuela vs. Canadá
| 5 de julio    | Venezuela                                              | 1:1 (0:1) (3:4 p.)         | Canadá                                                 | AT&T Stadium, Arlington                                                        |                                                                                |
| 20:00 (UTC-5) | Rondón 64'                                             | Reporte                    | Shaffelburg 13'                                        | Asistencia: 51 080 espectadores Árbitro(s): Wilton Sampaio VAR: Rodolpho Toski | Asistencia: 51 080 espectadores Árbitro(s): Wilton Sampaio VAR: Rodolpho Toski |
|               |                                                        | Tiros desde el punto penal |                                                        |                                                                                |                                                                                |
|               | - Rondón - Herrera - Rincón - Savarino - Cádiz - Ángel |                            | - David - Millar - Bombito - Eustáquio - Davies - Koné |                                                                                |                                                                                |

| 22         | Guardameta     | Rafael Romo           |       |
| 4          | Defensa        | Jon Aramburu          |       |
| 2          | Defensa        | Nahuel Ferraresi      |       |
| 3          | Defensa        | Yordan Osorio         | 90+2' |
| 15         | Defensa        | Miguel Navarro        |       |
| 18         | Centrocampista | Cristian Cásseres Jr. | 60'   |
| 25         | Centrocampista | Eduard Bello          | 84'   |
| 13         | Centrocampista | José Martínez         | 90+2' |
| 6          | Centrocampista | Yangel Herrera        |       |
| 10         | Centrocampista | Yeferson Soteldo      | 84'   |
| 23         | Delantero      | Salomón Rondón        |       |
| Entrenador | Entrenador     | Fernando Batista      |       |

| 16         | Guardameta     | Maxime Crépeau    |     |
| 2          | Defensa        | Alistair Johnston |     |
| 15         | Defensa        | Moïse Bombito     |     |
| 13         | Defensa        | Derek Cornelius   |     |
| 19         | Defensa        | Alphonso Davies   |     |
| 21         | Centrocampista | Jonathan Osorio   | 81' |
| 7          | Centrocampista | Stephen Eustáquio |     |
| 22         | Centrocampista | Richie Laryea     | 72' |
| 10         | Centrocampista | Jonathan David    |     |
| 14         | Centrocampista | Jacob Shaffelburg | 62' |
| 9          | Delantero      | Cyle Larin        | 72' |
| Entrenador | Entrenador     | Jesse Marsch      |     |

| 9  | Delantero      | Jhonder Cádiz      | 60'   |
| 7  | Centrocampista | Jefferson Savarino | 84'   |
| 17 | Centrocampista | Matías Lacava      | 84'   |
| 8  | Centrocampista | Tomás Rincón       | 90+2' |
| 20 | Defensa        | Wilker Ángel       | 90+2' |

| 23 | Delantero      | Liam Millar    | 62' |
| 20 | Centrocampista | Ali Ahmed      | 72' |
| 25 | Delantero      | Tani Oluwaseyi | 72' |
| 8  | Centrocampista | Ismaël Koné    | 81' |

| Anotado | 64' | Salomón Rondón | 1–1 |

| Anotado | 13' | Jacob Shaffelburg | 0–1 |

| Salomón Rondón     | Acierto de penal          | 1:0 |                           |                   |
|                    |                           | 1:1 | Acierto de penal          | Jonathan David    |
| Yangel Herrera     | Fallo de penal (desviado) | 1:1 |                           |                   |
|                    |                           | 1:1 | Fallo de penal (desviado) | Liam Millar       |
| Tomás Rincón       | Acierto de penal          | 2:1 |                           |                   |
|                    |                           | 2:2 | Acierto de penal          | Moïse Bombito     |
| Jefferson Savarino | Fallo de penal (poste)    | 2:2 |                           |                   |
|                    |                           | 2:2 | Fallo de penal (atajado)  | Stephen Eustáquio |
| Jhonder Cádiz      | Acierto de penal          | 3:2 |                           |                   |
|                    |                           | 3:3 | Acierto de penal          | Alphonso Davies   |
| Wilker Ángel       | Fallo de penal (atajado)  | 3:3 |                           |                   |
|                    |                           | 3:4 | Acierto de penal          | Ismaël Koné       |

| Amonestado | 90+4' | Jon Aramburu |

| Amonestado | 36' | Jacob Shaffelburg |
| Amonestado | 50' | Derek Cornelius   |

| Árbitro             | Wilton Sampaio     |
| Árbitros asistentes | Bruno Pires        |
| Árbitros asistentes | Bruno Boschilia    |
| Cuarto árbitro      | Juan Benítez       |
| Quinto árbitro      | Milcíades Saldívar |
| VAR                 | Rodolpho Toski     |
| Adicionales VAR     | Daniel Nobre       |
| Adicionales VAR     | Pablo Gonçalves    |
| Asesor de árbitros  | Gregory Barkey     |
| Quality Mánager     | Roberto Silvera    |

| 22         | Guardameta     | Rafael Romo           |       |
| 4          | Defensa        | Jon Aramburu          |       |
| 2          | Defensa        | Nahuel Ferraresi      |       |
| 3          | Defensa        | Yordan Osorio         | 90+2' |
| 15         | Defensa        | Miguel Navarro        |       |
| 18         | Centrocampista | Cristian Cásseres Jr. | 60'   |
| 25         | Centrocampista | Eduard Bello          | 84'   |
| 13         | Centrocampista | José Martínez         | 90+2' |
| 6          | Centrocampista | Yangel Herrera        |       |
| 10         | Centrocampista | Yeferson Soteldo      | 84'   |
| 23         | Delantero      | Salomón Rondón        |       |
| Entrenador | Entrenador     | Fernando Batista      |       |

| 16         | Guardameta     | Maxime Crépeau    |     |
| 2          | Defensa        | Alistair Johnston |     |
| 15         | Defensa        | Moïse Bombito     |     |
| 13         | Defensa        | Derek Cornelius   |     |
| 19         | Defensa        | Alphonso Davies   |     |
| 21         | Centrocampista | Jonathan Osorio   | 81' |
| 7          | Centrocampista | Stephen Eustáquio |     |
| 22         | Centrocampista | Richie Laryea     | 72' |
| 10         | Centrocampista | Jonathan David    |     |
| 14         | Centrocampista | Jacob Shaffelburg | 62' |
| 9          | Delantero      | Cyle Larin        | 72' |
| Entrenador | Entrenador     | Jesse Marsch      |     |

| 9  | Delantero      | Jhonder Cádiz      | 60'   |
| 7  | Centrocampista | Jefferson Savarino | 84'   |
| 17 | Centrocampista | Matías Lacava      | 84'   |
| 8  | Centrocampista | Tomás Rincón       | 90+2' |
| 20 | Defensa        | Wilker Ángel       | 90+2' |

| 23 | Delantero      | Liam Millar    | 62' |
| 20 | Centrocampista | Ali Ahmed      | 72' |
| 25 | Delantero      | Tani Oluwaseyi | 72' |
| 8  | Centrocampista | Ismaël Koné    | 81' |

| Anotado | 64' | Salomón Rondón | 1–1 |

| Anotado | 13' | Jacob Shaffelburg | 0–1 |

| Salomón Rondón     | Acierto de penal          | 1:0 |                           |                   |
|                    |                           | 1:1 | Acierto de penal          | Jonathan David    |
| Yangel Herrera     | Fallo de penal (desviado) | 1:1 |                           |                   |
|                    |                           | 1:1 | Fallo de penal (desviado) | Liam Millar       |
| Tomás Rincón       | Acierto de penal          | 2:1 |                           |                   |
|                    |                           | 2:2 | Acierto de penal          | Moïse Bombito     |
| Jefferson Savarino | Fallo de penal (poste)    | 2:2 |                           |                   |
|                    |                           | 2:2 | Fallo de penal (atajado)  | Stephen Eustáquio |
| Jhonder Cádiz      | Acierto de penal          | 3:2 |                           |                   |
|                    |                           | 3:3 | Acierto de penal          | Alphonso Davies   |
| Wilker Ángel       | Fallo de penal (atajado)  | 3:3 |                           |                   |
|                    |                           | 3:4 | Acierto de penal          | Ismaël Koné       |

| Amonestado | 90+4' | Jon Aramburu |

| Amonestado | 36' | Jacob Shaffelburg |
| Amonestado | 50' | Derek Cornelius   |

| Árbitro             | Wilton Sampaio     |
| Árbitros asistentes | Bruno Pires        |
| Árbitros asistentes | Bruno Boschilia    |
| Cuarto árbitro      | Juan Benítez       |
| Quinto árbitro      | Milcíades Saldívar |
| VAR                 | Rodolpho Toski     |
| Adicionales VAR     | Daniel Nobre       |
| Adicionales VAR     | Pablo Gonçalves    |
| Asesor de árbitros  | Gregory Barkey     |
| Quality Mánager     | Roberto Silvera    |

| Estadísticas      | Bandera de Venezuela | Bandera de Canadá |
| Tiros             | 16                   | 16                |
| Tiros a puerta    | 3                    | 7                 |
| Faltas            | 7                    | 13                |
| Saques de esquina | 7                    | 3                 |
| Penaltis          | 0                    | 0                 |
| Fueras de juego   | 3                    | 0                 |
| Posesión de balón | 56%                  | 44%               |

### Semifinales

#### Argentina vs. Canadá
| 9 de julio    | Argentina                 | 2:0 (1:0) | Canadá | MetLife Stadium, East Rutherford                                      |                                                                       |
| 20:00 (UTC-4) | - Álvarez 22' - Messi 51' | Reporte   |        | Asistencia: 80 102 espectadores Árbitro(s): Piero Maza VAR: Juan Lara | Asistencia: 80 102 espectadores Árbitro(s): Piero Maza VAR: Juan Lara |

| 23         | Guardameta     | Emiliano Martínez   |     |
| 4          | Defensa        | Gonzalo Montiel     | 71' |
| 13         | Defensa        | Cristian Romero     |     |
| 25         | Defensa        | Lisandro Martínez   |     |
| 3          | Defensa        | Nicolás Tagliafico  | 64' |
| 11         | Centrocampista | Ángel Di María      | 78' |
| 7          | Centrocampista | Rodrigo de Paul     |     |
| 24         | Centrocampista | Enzo Fernández      |     |
| 20         | Centrocampista | Alexis Mac Allister | 78' |
| 10         | Delantero      | Lionel Messi        |     |
| 9          | Delantero      | Julián Álvarez      | 78' |
| Entrenador | Entrenador     | Lionel Scaloni      |     |

| 16         | Guardameta     | Maxime Crépeau    |     |
| 2          | Defensa        | Alistair Johnston |     |
| 15         | Defensa        | Moïse Bombito     |     |
| 13         | Defensa        | Derek Cornelius   |     |
| 19         | Defensa        | Alphonso Davies   | 71' |
| 22         | Centrocampista | Richie Laryea     | 55' |
| 8          | Centrocampista | Ismaël Koné       |     |
| 7          | Centrocampista | Stephen Eustáquio | 72' |
| 14         | Centrocampista | Jacob Shaffelburg | 55' |
| 10         | Delantero      | Jonathan David    | 64' |
| 9          | Delantero      | Cyle Larin        |     |
| Entrenador | Entrenador     | Jesse Marsch      |     |

| 19 | Defensa        | Nicolás Otamendi  | 64' |
| 26 | Defensa        | Nahuel Molina     | 71' |
| 14 | Centrocampista | Exequiel Palacios | 78' |
| 15 | Delantero      | Nicolás González  | 78' |
| 22 | Delantero      | Lautaro Martínez  | 78' |

| 20 | Centrocampista | Ali Ahmed         | 55' |
| 23 | Delantero      | Liam Millar       | 55' |
| 25 | Delantero      | Tani Oluwaseyi    | 64' |
| 21 | Centrocampista | Jonathan Osorio   | 71' |
| 24 | Centrocampista | Mathieu Choinière | 72' |

| Anotado | 22' | Julián Álvarez | 1–0 |
| Anotado | 51' | Lionel Messi   | 2–0 |

| Amonestado | 88' | Nahuel Molina |

| Amonestado | 32' | Jonathan David    |
| Amonestado | 63' | Stephen Eustáquio |
| Amonestado | 79' | Ismaël Koné       |

| Árbitro             | Piero Maza       |
| Árbitros asistentes | Claudio Urrutia  |
| Árbitros asistentes | José Retamal     |
| Cuarto árbitro      | Cristián Garay   |
| Quinto árbitro      | Juan Serrano     |
| VAR                 | Juan Lara        |
| Adicionales VAR     | Edson Cisternas  |
| Adicionales VAR     | Augusto Menéndez |
| Adicionales VAR     | Rodrigo Carvajal |
| Asesor de árbitros  | Manuel Bernal    |
| Quality Mánager     | Luis Vera        |

| 23         | Guardameta     | Emiliano Martínez   |     |
| 4          | Defensa        | Gonzalo Montiel     | 71' |
| 13         | Defensa        | Cristian Romero     |     |
| 25         | Defensa        | Lisandro Martínez   |     |
| 3          | Defensa        | Nicolás Tagliafico  | 64' |
| 11         | Centrocampista | Ángel Di María      | 78' |
| 7          | Centrocampista | Rodrigo de Paul     |     |
| 24         | Centrocampista | Enzo Fernández      |     |
| 20         | Centrocampista | Alexis Mac Allister | 78' |
| 10         | Delantero      | Lionel Messi        |     |
| 9          | Delantero      | Julián Álvarez      | 78' |
| Entrenador | Entrenador     | Lionel Scaloni      |     |

| 16         | Guardameta     | Maxime Crépeau    |     |
| 2          | Defensa        | Alistair Johnston |     |
| 15         | Defensa        | Moïse Bombito     |     |
| 13         | Defensa        | Derek Cornelius   |     |
| 19         | Defensa        | Alphonso Davies   | 71' |
| 22         | Centrocampista | Richie Laryea     | 55' |
| 8          | Centrocampista | Ismaël Koné       |     |
| 7          | Centrocampista | Stephen Eustáquio | 72' |
| 14         | Centrocampista | Jacob Shaffelburg | 55' |
| 10         | Delantero      | Jonathan David    | 64' |
| 9          | Delantero      | Cyle Larin        |     |
| Entrenador | Entrenador     | Jesse Marsch      |     |

| 19 | Defensa        | Nicolás Otamendi  | 64' |
| 26 | Defensa        | Nahuel Molina     | 71' |
| 14 | Centrocampista | Exequiel Palacios | 78' |
| 15 | Delantero      | Nicolás González  | 78' |
| 22 | Delantero      | Lautaro Martínez  | 78' |

| 20 | Centrocampista | Ali Ahmed         | 55' |
| 23 | Delantero      | Liam Millar       | 55' |
| 25 | Delantero      | Tani Oluwaseyi    | 64' |
| 21 | Centrocampista | Jonathan Osorio   | 71' |
| 24 | Centrocampista | Mathieu Choinière | 72' |

| Anotado | 22' | Julián Álvarez | 1–0 |
| Anotado | 51' | Lionel Messi   | 2–0 |

| Amonestado | 88' | Nahuel Molina |

| Amonestado | 32' | Jonathan David    |
| Amonestado | 63' | Stephen Eustáquio |
| Amonestado | 79' | Ismaël Koné       |

| Árbitro             | Piero Maza       |
| Árbitros asistentes | Claudio Urrutia  |
| Árbitros asistentes | José Retamal     |
| Cuarto árbitro      | Cristián Garay   |
| Quinto árbitro      | Juan Serrano     |
| VAR                 | Juan Lara        |
| Adicionales VAR     | Edson Cisternas  |
| Adicionales VAR     | Augusto Menéndez |
| Adicionales VAR     | Rodrigo Carvajal |
| Asesor de árbitros  | Manuel Bernal    |
| Quality Mánager     | Luis Vera        |

| Estadísticas      | Bandera de Argentina | Bandera de Canadá |
| Tiros             | 11                   | 9                 |
| Tiros a puerta    | 3                    | 2                 |
| Faltas            | 5                    | 15                |
| Saques de esquina | 2                    | 2                 |
| Penaltis          | 0                    | 0                 |
| Fueras de juego   | 2                    | 0                 |
| Posesión de balón | 51%                  | 49%               |

### Definición del tercer puesto

#### Canadá vs. Uruguay
| 13 de julio   | Canadá                                        | 2:2 (1:1) (3:4 p.)         | Uruguay                                            | Bank of America Stadium, Charlotte                                           |                                                                              |
| 20:00 (UTC-4) | - Koné 22' - David 80'                        | Reporte                    | - Bentancur 8' - Suárez 90+2'                      | Asistencia: 24 386 espectadores Árbitro(s): Alexis Herrera VAR: Derlis López | Asistencia: 24 386 espectadores Árbitro(s): Alexis Herrera VAR: Derlis López |
|               |                                               | Tiros desde el punto penal |                                                    |                                                                              |                                                                              |
|               | - David - Bombito - Koné - Choinière - Davies |                            | - Valverde - Bentancur - G. de Arrascaeta - Suárez |                                                                              |                                                                              |

| 1          | Guardameta     | Dayne St. Clair    |     |
| 2          | Defensa        | Alistair Johnston  | 62' |
| 3          | Defensa        | Luc de Fougerolles | 67' |
| 15         | Defensa        | Moïse Bombito      |     |
| 22         | Defensa        | Richie Laryea      |     |
| 8          | Centrocampista | Ismaël Koné        |     |
| 24         | Centrocampista | Mathieu Choinière  |     |
| 20         | Centrocampista | Ali Ahmed          | 77' |
| 21         | Centrocampista | Jonathan Osorio    | 77' |
| 14         | Centrocampista | Jacob Shaffelburg  |     |
| 25         | Delantero      | Tani Oluwaseyi     | 67' |
| Entrenador | Entrenador     | Jesse Marsch       |     |

| 1          | Guardameta     | Sergio Rochet      |     |
| 8          | Defensa        | Nahitan Nández     |     |
| 2          | Defensa        | José María Giménez |     |
| 3          | Defensa        | Sebastián Cáceres  |     |
| 17         | Defensa        | Matías Viña        | 66' |
| 15         | Centrocampista | Federico Valverde  |     |
| 5          | Centrocampista | Manuel Ugarte      | 46' |
| 6          | Centrocampista | Rodrigo Bentancur  |     |
| 11         | Delantero      | Facundo Pellistri  | 61' |
| 19         | Delantero      | Darwin Núñez       | 46' |
| 20         | Delantero      | Maximiliano Araújo | 61' |
| Entrenador | Entrenador     | Marcelo Bielsa     |     |

| 19 | Defensa   | Alphonso Davies | 62' |
| 10 | Delantero | Jonathan David  | 67' |
| 13 | Defensa   | Derek Cornelius | 67' |
| 11 | Delantero | Theo Bair       | 77' |
| 23 | Delantero | Liam Millar     | 77' |

| 9  | Delantero      | Luis Suárez            | 46' |
| 10 | Centrocampista | Giorgian de Arrascaeta | 46' |
| 18 | Delantero      | Brian Rodríguez        | 61' |
| 25 | Delantero      | Cristian Olivera       | 61' |
| 24 | Defensa        | Lucas Olaza            | 66' |

| Anotado | 22' | Ismaël Koné    | 1–1 |
| Anotado | 80' | Jonathan David | 2–1 |

| Anotado | 8'    | Rodrigo Bentancur | 0–1 |
| Anotado | 90+2' | Luis Suárez       | 2–2 |

| Jonathan David    | Acierto de penal           | 1:0 |                  |                        |
|                   |                            | 1:1 | Acierto de penal | Federico Valverde      |
| Moïse Bombito     | Acierto de penal           | 2:1 |                  |                        |
|                   |                            | 2:2 | Acierto de penal | Rodrigo Bentancur      |
| Ismaël Koné       | Fallo de penal (atajado)   | 2:2 |                  |                        |
|                   |                            | 2:3 | Acierto de penal | Giorgian de Arrascaeta |
| Mathieu Choinière | Acierto de penal           | 3:3 |                  |                        |
|                   |                            | 3:4 | Acierto de penal | Luis Suárez            |
| Alphonso Davies   | Fallo de penal (travesaño) | 3:4 |                  |                        |

| Amonestado | 7'  | Luc de Fougerolles |
| Amonestado | 63' | Tani Oluwaseyi     |
| Amonestado | 78' | Ismaël Koné        |
| Amonestado | TP  | Dayne St. Clair    |

| Amonestado | 26' | Matías Viña       |
| Amonestado | 85' | Rodrigo Bentancur |

| Árbitro             | Alexis Herrera     |
| Árbitros asistentes | Lubín Torrealba    |
| Árbitros asistentes | Alberto Ponte      |
| Cuarto árbitro      | Gery Vargas        |
| Quinto árbitro      | Bruno Boschilia    |
| VAR                 | Derlis López       |
| Adicionales VAR     | Milcíades Saldívar |
| Adicionales VAR     | Jhon León          |
| Adicionales VAR     | Jhon Ospina        |
| Asesor de árbitros  | Gustavo Rossi      |
| Quality Mánager     | Patricio Polic     |

| 1          | Guardameta     | Dayne St. Clair    |     |
| 2          | Defensa        | Alistair Johnston  | 62' |
| 3          | Defensa        | Luc de Fougerolles | 67' |
| 15         | Defensa        | Moïse Bombito      |     |
| 22         | Defensa        | Richie Laryea      |     |
| 8          | Centrocampista | Ismaël Koné        |     |
| 24         | Centrocampista | Mathieu Choinière  |     |
| 20         | Centrocampista | Ali Ahmed          | 77' |
| 21         | Centrocampista | Jonathan Osorio    | 77' |
| 14         | Centrocampista | Jacob Shaffelburg  |     |
| 25         | Delantero      | Tani Oluwaseyi     | 67' |
| Entrenador | Entrenador     | Jesse Marsch       |     |

| 1          | Guardameta     | Sergio Rochet      |     |
| 8          | Defensa        | Nahitan Nández     |     |
| 2          | Defensa        | José María Giménez |     |
| 3          | Defensa        | Sebastián Cáceres  |     |
| 17         | Defensa        | Matías Viña        | 66' |
| 15         | Centrocampista | Federico Valverde  |     |
| 5          | Centrocampista | Manuel Ugarte      | 46' |
| 6          | Centrocampista | Rodrigo Bentancur  |     |
| 11         | Delantero      | Facundo Pellistri  | 61' |
| 19         | Delantero      | Darwin Núñez       | 46' |
| 20         | Delantero      | Maximiliano Araújo | 61' |
| Entrenador | Entrenador     | Marcelo Bielsa     |     |

| 19 | Defensa   | Alphonso Davies | 62' |
| 10 | Delantero | Jonathan David  | 67' |
| 13 | Defensa   | Derek Cornelius | 67' |
| 11 | Delantero | Theo Bair       | 77' |
| 23 | Delantero | Liam Millar     | 77' |

| 9  | Delantero      | Luis Suárez            | 46' |
| 10 | Centrocampista | Giorgian de Arrascaeta | 46' |
| 18 | Delantero      | Brian Rodríguez        | 61' |
| 25 | Delantero      | Cristian Olivera       | 61' |
| 24 | Defensa        | Lucas Olaza            | 66' |

| Anotado | 22' | Ismaël Koné    | 1–1 |
| Anotado | 80' | Jonathan David | 2–1 |

| Anotado | 8'    | Rodrigo Bentancur | 0–1 |
| Anotado | 90+2' | Luis Suárez       | 2–2 |

| Jonathan David    | Acierto de penal           | 1:0 |                  |                        |
|                   |                            | 1:1 | Acierto de penal | Federico Valverde      |
| Moïse Bombito     | Acierto de penal           | 2:1 |                  |                        |
|                   |                            | 2:2 | Acierto de penal | Rodrigo Bentancur      |
| Ismaël Koné       | Fallo de penal (atajado)   | 2:2 |                  |                        |
|                   |                            | 2:3 | Acierto de penal | Giorgian de Arrascaeta |
| Mathieu Choinière | Acierto de penal           | 3:3 |                  |                        |
|                   |                            | 3:4 | Acierto de penal | Luis Suárez            |
| Alphonso Davies   | Fallo de penal (travesaño) | 3:4 |                  |                        |

| Amonestado | 7'  | Luc de Fougerolles |
| Amonestado | 63' | Tani Oluwaseyi     |
| Amonestado | 78' | Ismaël Koné        |
| Amonestado | TP  | Dayne St. Clair    |

| Amonestado | 26' | Matías Viña       |
| Amonestado | 85' | Rodrigo Bentancur |

| Árbitro             | Alexis Herrera     |
| Árbitros asistentes | Lubín Torrealba    |
| Árbitros asistentes | Alberto Ponte      |
| Cuarto árbitro      | Gery Vargas        |
| Quinto árbitro      | Bruno Boschilia    |
| VAR                 | Derlis López       |
| Adicionales VAR     | Milcíades Saldívar |
| Adicionales VAR     | Jhon León          |
| Adicionales VAR     | Jhon Ospina        |
| Asesor de árbitros  | Gustavo Rossi      |
| Quality Mánager     | Patricio Polic     |

| Estadísticas      | Bandera de Canadá | Bandera de Uruguay |
| Tiros             | 14                | 12                 |
| Tiros a puerta    | 6                 | 5                  |
| Faltas            | 18                | 17                 |
| Saques de esquina | 7                 | 6                  |
| Penaltis          | 0                 | 0                  |
| Fueras de juego   | 1                 | 1                  |
| Posesión de balón | 52%               | 48%                |

## Estadísticas

### Participación de jugadores
| N.° | Pos        | Jugador         | PJ | Minutos jugados | Goles recibidos | Atajos | Tarjetas amarillas | Doble tarjeta amarilla y roja | Tarjetas rojas |
| --- | ---------- | --------------- | -- | --------------- | --------------- | ------ | ------------------ | ----------------------------- | -------------- |
| 1   | Guardameta | Dayne St. Clair | 1  | 90              | 2               | 3      | 1                  | 0                             | 0              |
| 16  | Guardameta | Maxime Crépeau  | 5  | 450             | 5               | 18     | 0                  | 0                             | 0              |
| 18  | Guardameta | Tom McGill      | 0  | 0               | 0               | 0      | 0                  | 0                             | 0              |

| N.° | Pos            | Jugador            | PJ | Minutos jugados | Goles | Asistencias | Tarjetas Amarillas | Doble tarjeta amarilla y roja | Tarjetas rojas |
| --- | -------------- | ------------------ | -- | --------------- | ----- | ----------- | ------------------ | ----------------------------- | -------------- |
| 2   | Defensa        | Alistair Johnston  | 6  | 512             | 0     | 0           | 1                  | 0                             | 0              |
| 3   | Defensa        | Luc de Fougerolles | 1  | 67              | 0     | 0           | 1                  | 0                             | 0              |
| 4   | Defensa        | Kamal Miller       | 2  | 44              | 0     | 0           | 0                  | 0                             | 0              |
| 5   | Defensa        | Joel Waterman      | 0  | 0               | 0     | 0           | 0                  | 0                             | 0              |
| 6   | Centrocampista | Samuel Piette      | 0  | 0               | 0     | 0           | 0                  | 0                             | 0              |
| 7   | Centrocampista | Stephen Eustáquio  | 5  | 432             | 0     | 0           | 1                  | 0                             | 0              |
| 8   | Centrocampista | Ismaël Koné        | 5  | 320             | 1     | 0           | 3                  | 0                             | 0              |
| 9   | Delantero      | Cyle Larin         | 5  | 400             | 0     | 0           | 0                  | 0                             | 0              |
| 10  | Delantero      | Jonathan David     | 6  | 447             | 2     | 0           | 1                  | 0                             | 0              |
| 11  | Delantero      | Theo Bair          | 1  | 13              | 0     | 0           | 0                  | 0                             | 0              |
| 12  | Delantero      | Jacen Russell-Rowe | 1  | 5               | 0     | 0           | 0                  | 0                             | 0              |
| 13  | Defensa        | Derek Cornelius    | 6  | 429             | 0     | 0           | 2                  | 0                             | 0              |
| 14  | Delantero      | Jacob Shaffelburg  | 6  | 347             | 1     | 1           | 1                  | 0                             | 0              |
| 15  | Defensa        | Moïse Bombito      | 6  | 540             | 0     | 1           | 1                  | 0                             | 0              |
| 17  | Delantero      | Tajon Buchanan     | 3  | 97              | 0     | 0           | 0                  | 0                             | 0              |
| 19  | Defensa        | Alphonso Davies    | 6  | 459             | 0     | 0           | 1                  | 0                             | 0              |
| 20  | Centrocampista | Ali Ahmed          | 3  | 130             | 0     | 0           | 0                  | 0                             | 0              |
| 21  | Centrocampista | Jonathan Osorio    | 6  | 316             | 0     | 0           | 0                  | 0                             | 0              |
| 22  | Defensa        | Richie Laryea      | 6  | 369             | 0     | 0           | 1                  | 0                             | 0              |
| 23  | Delantero      | Liam Millar        | 6  | 232             | 0     | 0           | 1                  | 0                             | 0              |
| 24  | Centrocampista | Mathieu Choinière  | 2  | 108             | 0     | 0           | 0                  | 0                             | 0              |
| 25  | Delantero      | Tani Oluwaseyi     | 5  | 133             | 0     | 0           | 1                  | 0                             | 0              |
| 26  | Defensa        | Kyle Hiebert       | 0  | 0               | 0     | 0           | 0                  | 0                             | 0              |

### Goleadores
| N.°   | Jugador           | Anotado | PJ | Prom. | Jugada | Cabeza | TL | Penal |
| ----- | ----------------- | ------- | -- | ----- | ------ | ------ | -- | ----- |
| 1     | Jonathan David    | 2       | 6  | 0.33  | 2      | 0      | 0  | 0     |
| 2     | Ismaël Koné       | 1       | 5  | 0.2   | 1      | 0      | 0  | 0     |
| 3     | Jacob Shaffelburg | 1       | 6  | 0.17  | 1      | 0      | 0  | 0     |
| Total | Total             | 4       | 6  | 0.67  | 4      | 0      | 0  | 0     |

### Asistencias
| N.°   | Jugador           | Asistencia | Jugada | Cabeza | TL | SdE |
| ----- | ----------------- | ---------- | ------ | ------ | -- | --- |
| 1     | Jacob Shaffelburg | 1          | 1      | 0      | 0  | 0   |
| 1     | Moïse Bombito     | 1          | 0      | 1      | 0  | 0   |
| Total | Total             | 2          | 1      | 1      | 0  | 0   |

### Sanciones disciplinarias
| N.°   | Jugador            | Amonestado | Otorgado · Expulsado | Expulsado | Sanción |
| ----- | ------------------ | ---------- | -------------------- | --------- | ------- |
| 1     | Ismaël Koné        | 3          | 0                    | 0         |         |
| 2     | Derek Cornelius    | 2          | 0                    | 0         |         |
| 3     | Richie Laryea      | 1          | 0                    | 0         |         |
| 3     | Moïse Bombito      | 1          | 0                    | 0         |         |
| 3     | Alistair Johnston  | 1          | 0                    | 0         |         |
| 3     | Liam Millar        | 1          | 0                    | 0         |         |
| 3     | Alphonso Davies    | 1          | 0                    | 0         |         |
| 3     | Jacob Shaffelburg  | 1          | 0                    | 0         |         |
| 3     | Jonathan David     | 1          | 0                    | 0         |         |
| 3     | Stephen Eustáquio  | 1          | 0                    | 0         |         |
| 3     | Luc de Fougerolles | 1          | 0                    | 0         |         |
| 3     | Tani Oluwaseyi     | 1          | 0                    | 0         |         |
| 3     | Dayne St. Clair    | 1          | 0                    | 0         |         |
| Total | Total              | 16         | 0                    | 0         |         |